# 대한민국 제19대 국회 전반기 의장단 선거
제19대 국회 전반기 의장단 선거는 2012년 7월 2일 실시되었다.
선거 결과 6선의 강창희 새누리당 의원이 국회의장에, 4선의 이병석 새누리당 의원과 4선의 박병석 민주통합당 의원이 국회부의장에 선출되었다.
강창희 의장은 군인 시절 하나회의 멤버였다는 점에서 논란이 일었으나, 새누리당이 끝내 그에 대한 지지를 고수해 당선될 수 있었다. 강창희 의장은, 태어난 곳은 충청북도였으나 유아기 때부터 서울에서 성장한 이기붕을 제외하면, 대한민국 국회 역사상 최초의 충청권 출신 국회의장이었다.

## 선거 제도
국회의 의장 및 부의장은 국회의원들의 무기명 투표로 선출하되 만약 1차 투표 결과 재적 의원의 과반을 득표한 자가 없으면 2차 투표를 실시하고, 2차 투표에서도 과반 득표자가 나오지 않을 시 최고득표자와 차점자에 대하여 3차 결선 투표를 실시하되 이 경우 단순 다수 득표자를 당선자로 하도록 되어있었다.

## 배경

제19대 총선 결과

이명박 정부 말기에 실시된 제19대 총선을 앞두고 많은 이들은 여당 새누리당의 패배를 점쳤으나, 선거 결과 새누리당은 예상을 깨고 과반 의석을 차지하는 대승을 거두었다. 새누리당 외에 원내 교섭단체를 구성한 정당은 민주통합당 뿐으로, 제19대 국회는 양당제 국회가 되었다.
대한민국 국회는 관례적으로 의장은 원내 제1당이 차지하고 부의장 2석은 제1당과 제2당이 1석 씩 차지하도록 해왔다. 다만 원내 교섭단체를 구성하는 정당이 셋 이상일 경우 원내 제2당과 제3당이 부의장을 나눠갖도록 해왔다. 제19대 국회에서는 원내 교섭단체를 구성하는 정당이 새누리당과 민주통합당 뿐이었으므로, 새누리당이 국회의장과 1석의 국회부의장, 민주통합당이 나머지 1석의 국회부의장을 차지하게 되었다.

## 후보

### 국회의장 후보

#### 새누리당
새누리당은 6월 1일 의원총회를 열고 6선의 강창희 의원을 국회의장 후보로 선출했다. 친박계의 강창희 의원은 친이계의 정의화 의원을 두 배 가까이 따돌리며 당선되었다.
당 지도부와 원내지도부가 친박 일색으로 꾸려진 것에 이어 국회의장직까지 친박계에 돌아가자 일각에서는 친박계가 너무 당을 독식하는 게 아니냐는 지적이 나왔다.
| 후보     | 득표 | %     | 비고 |
| -------- | ---- | ----- | ---- |
| 강창희   | 88   | 64.71 | 당선 |
| 정의화   | 48   | 35.29 |      |
| 총투표수 | 136  | 100   |      |

##### 강창희 후보 하나회 전력 논란
강창희 의원의 국회의장 후보 내정은 사회 각계각층에서 강력한 비판을 샀다. 강창희 의원은 1979년 12·12 쿠데타를 주도한 하나회의 멤버였었으며, 민주정의당 국회의원으로 정계에 입문한 인물이었다. '신군부의 막내'라 불리던 그는 2009년 자신의 자서전 《열정의 시대》에서 전두환 대통령을 자신의 정치적 멘토라고 표현한 바 있었으며, 유신·5공 정권 출신 인사들로 구성된 친박계 원로 그룹 '7인회'의 일원이기도 했다.
민주통합당 초선 의원 40여 명은 2012년 6월 10일 기자회견을 열고 "국회를 군홧발로 짓밟고 국민을 학살한 책임에서 자유롭지 않은 강창희 의원을 친박이라는 이유로 입법기관 수장 자리에 앉히려는 행위는 반역사적이고 반민주적인 처사"라며 새누리당에 국회의장 후보를 새로 뽑을 것을 요구하였다. 이들은 만약 국회의장 후보가 교체되지 않을 시 반대표를 던지겠다고 선언하였다.

### 국회부의장

#### 새누리당
새누리당은 같은 날 4선의 이병석 의원을 국회부의장 후보로 선출했다.
국회의장 후보 경선에서 친박계가 승리한 것을 의식한 것인지 부의장 투표에서는 친박계의 정갑윤 후보 대신 친이계의 이병석 의원에게 표가 쏠린 것으로 나타났다. 이병석 의원은 야당 및 당내 친박계와의 대화와 타협을 위해 노력해온 화합형 리더로 평가 받았다.
| 후보     | 득표 | %     | 비고 |
| -------- | ---- | ----- | ---- |
| 이병석   | 76   | 58.46 | 당선 |
| 정갑윤   | 54   | 41.54 |      |
| 총투표수 | 130  | 100   |      |

#### 민주통합당
민주통합당은 2012년 6월 4일 의원총회에서 4선의 박병석 의원을 국회부의장 후보로 선출했다.
대전 출신의 강창희 의원이 국회의장으로 사실상 확정된 상황에서 같은 대전 출신의 박병석 후보는 지역 안배 여론에 밀려 고전할 것으로 관측되었으나, 호남 출신 5선 의원인 이석현 의원을 상대로 예상 밖에 압승을 거두었다. 박병석 의원은 김대중 대통령 밑에서 정치를 시작했지만 특정 계파에 치우치지 않는 원만한 인사로 알려져 있었으며, 여당과의 협치도 중시하는 것으로 알려져 국회부의장으로 적격이라는 평이 많았다.
| 후보     | 득표 | %     | 비고 |
| -------- | ---- | ----- | ---- |
| 박병석   | 86   | 67.72 | 당선 |
| 이석현   | 41   | 32.28 |      |
| 총투표수 | 127  | 100   |      |

## 선거 결과

### 국회의장 선거
대전광역시 중구 지역구의 강창희 새누리당 의원이 당선되었다.
| 후보   | 소속       | 득표 | %     | 비고 |
| ------ | ---------- | ---- | ----- | ---- |
| 강창희 | 새누리당   | 195  | 65.00 | 당선 |
| 정의화 | 새누리당   | 9    | 3.00  |      |
| 강창일 | 민주통합당 | 5    | 1.67  |      |
| 박병석 | 민주통합당 | 5    | 1.67  |      |
| 오병윤 | 통합진보당 | 4    | 1.33  |      |
| 김현   | 민주통합당 | 1    | 0.33  |      |
| 박근혜 | 새누리당   | 1    | 0.33  |      |
| 이병석 | 새누리당   | 1    | 0.33  |      |
| 정몽준 | 새누리당   | 1    | 0.33  |      |
| 기권   | 기권       | 20   | 6.67  |      |
| 무효   | 무효       | 41   | 13.67 |      |
| 결석   | 결석       | 17   | 5.67  |      |
| 재적   | 재적       | 300  | 100   |      |

### 새누리당 몫 국회부의장 선거
경상북도 포항시 북구 지역구의 이병석 새누리당 의원이 당선되었다.
| 후보   | 소속       | 득표 | %     | 비고 |
| ------ | ---------- | ---- | ----- | ---- |
| 이병석 | 새누리당   | 245  | 81.67 | 당선 |
| 박병석 | 민주통합당 | 8    | 2.67  |      |
| 김기현 | 새누리당   | 1    | 0.33  |      |
| 김선동 | 통합진보당 | 1    | 0.33  |      |
| 김현   | 민주통합당 | 1    | 0.33  |      |
| 박근혜 | 새누리당   | 1    | 0.33  |      |
| 유승민 | 새누리당   | 1    | 0.33  |      |
| 정갑윤 | 새누리당   | 1    | 0.33  |      |
| 기권   | 기권       | 9    | 3.00  |      |
| 무효   | 무효       | 14   | 4.67  |      |
| 결석   | 결석       | 18   | 6.00  |      |
| 재적   | 재적       | 300  | 100   |      |

### 민주통합당 몫 국회부의장 선거
대전광역시 서구 지역구의 박병석 민주통합당 의원이 당선되었다.
| 후보   | 소속       | 득표 | %     | 비고 |
| ------ | ---------- | ---- | ----- | ---- |
| 박병석 | 민주통합당 | 271  | 90.33 | 당선 |
| 이병석 | 새누리당   | 2    | 0.67  |      |
| 이해찬 | 민주통합당 | 1    | 0.33  |      |
| 무효   | 무효       | 3    | 1.00  |      |
| 결석   | 결석       | 23   | 7.67  |      |
| 재적   | 재적       | 300  | 100   |      |